# Acanthognatha
L'embranchement des acanthognathes (Acanthognatha) regroupe les platyzoaires possédant des mâchoires ou des poils céphaliques chitineux, plus un anus ou un pore anal lorsqu'un intestin est présent. Ce sont des protostomiens du sous-règne des bilatériens.
On y retrouve entre autres les rotifères, les acanthocéphales, les gastrotriches et les gnathostomulides.
Acanthognatha est pratiquement équivalent au terme plus répandu de Gnathifera, mais contrairement à ce dernier il exclut les Cycliophora et les Micrognathozoa, mais inclut les Gastrotricha.